# Herdenkingsmunt voor de Tiroolse Landverdedigers van 1859
De Herdenkingsmunt voor de Tiroolse Landverdedigers van 1859,(Duits: Denkmünze für die Tiroler Landesverteidiger von 1859), was een onderscheiding van het keizerrijk Oostenrijk. De medaille werd op 4 november 1908 ingesteld door keizer Frans Jozef I van Oostenrijk. In 1859 tijdens de Tweede Italiaanse Oorlog van Onafhankelijkheid waarin Oostenrijk tegen Frankrijk en Sardinië vocht hadden de Tiroolse schutters en vrijwilligers zich net als in 1796 en tijdens latere aanvallen in de napoleontische oorlogen verzameld om hun keizer te dienen en hun land te verdedigen.
In de literatuur is ook sprake van de "Die Denkmünzen für die Tiroler Landesverteidiger 1848, 1859 und 1866".
In 1848 woedde in Oostenrijk en Hongarije een opstand van burgers die democratie en mensenrechten eisten. De conservatieve Tiroolse boeren steunden de reactionaire Habsburgers. In 1859 vocht Oostenrijk tegen Sardinië en Frankrijk. In 1866 woedde de Duitse Oorlog waarin Oostenrijk en haar bondgenoten tegenover Pruisen en een aantal Noord-Duitse staten stonden.
Ter herinnering aan deze traditie van weerbaarheid en trouw aan het aartshertogelijk huis Habsburg kreeg de herdenkingsmunt in 1909 hetzelfde lint als de Tiroler Medaille voor Verdienste en ter Herinnering aan het Jaar 1796, (Duits: Tiroler Erinnerungs- und Verdienstmedaille von 1796) die in 1796 werd gesticht door keizer Frans II die vorstelijk graaf van Tirol was.
In de 18e eeuw werd het lint nog eenvoudig gevouwen, in 1909 werd het inmiddels traditionele driehoekig lint voorgeschreven.